# Robert Darnas
Robert Darnas est le pseudonyme de Robert Alphonse Kalbfeis, sculpteur français, né le 2 mai 1913 à Lyon, mort le 5 avril 1980 à Tassin-la-Demi-Lune.

## Biographie

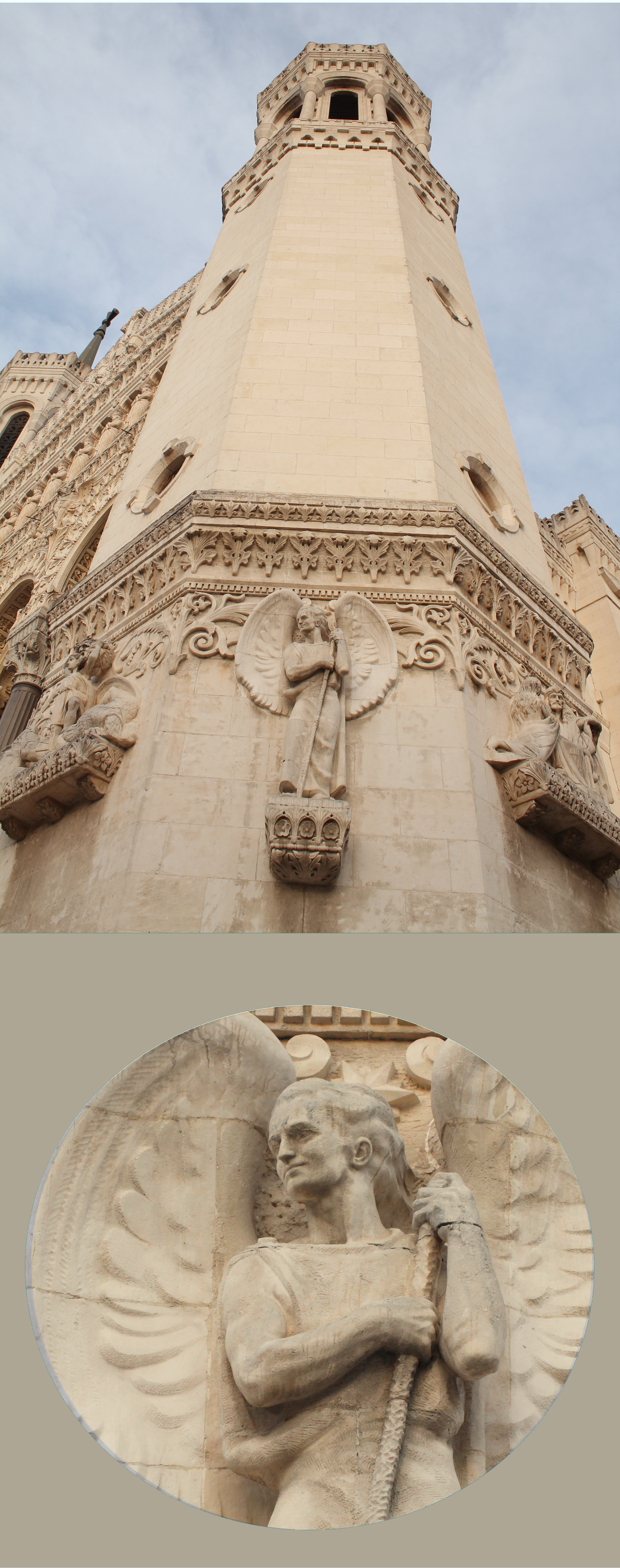
L'archange Gabriel, sur la tour Ouest de la basilique de Fourvière

Robert Darnas est le fils de Eugène Kalbfeis et de Jeanne Welté, exploitant dès 1911 une des premières salles de cinéma à Lyon, le Cinéma Darnas. Élève à l'école La Martinière, il apprend la sculpture sur bois aux Ets Carruel & Dupuis, manufacture de meubles d'art. Après son service militaire, il entre à l'école des Beaux-Arts de Lyon. Dans la section sculpture, il travaille de 1935 à 1937 dans les ateliers de Louis Prost et Félix Dumas. Il les rejoindra vite dans les salons d'art lyonnais.
Il est nommé professeur de dessin au Prado en 1937, et maintiendra cette petite activité pédagogique tout au long de sa vie, notamment à la S.E.P.R..
En 1937, il épouse Anne-Marie Gerboud, qui lui donnera un fils, Daniel. Celui-ci deviendra orfèvre-ciseleur, sous le nom de Daniel Darnas. 
Appelé pendant la guerre comme observateur à l'avant des lignes de front, il est démobilisé jusqu'à la fin de la guerre de 1939-1945, à la suite du décès de son épouse. De cette époque datent les premières œuvres originales (parmi lesquelles Le Vouloir, l'Exode, Libération, l’Enchaîné, Papillon-Fleur, Torse de femme, acquis par le Musée des Beaux-Arts de Lyon en 1948.
Il épouse Magdeleine Martin en 1942, avec laquelle il aura 5 enfants : Michèle, Joël, et les triplés Alban, Dominique, et Chantal. 
De 1945 à 1950, il crée les modèles dans un atelier de céramique familial. Les pièces reproduites en plusieurs exemplaires seront signées Jean Roy. Seules quelques pièces uniques seront signées Robert Darnas. Cette activité, bien que lucrative, ne lui convient pas. En 1950, il décide de se consacrer exclusivement à la sculpture, participe aux activités de l'académie du Minotaure avec René-Maria Burlet, Camille Niogret, et écrit plusieurs articles dans la revue "l'Atelier de la Rose". Une première grande exposition à Lyon en 1949, chapelle du lycée Ampère, le fait connaître. De 1951 à 1963, il sculpte les chapiteaux de la chapelle du Sacré-Cœur des Chartreux, le tympan et le chemin de croix de l'église Saint Claude de Tassin-la-Demi-Lune, les trophées 1956-57-58-59-60 du Rallye Lyon-Charbonnières. Pendant la période estivale, il s'installe à Lourdes, où de nombreux pèlerins apprécient ses statues inspirées de l'Art roman en Saône-et-Loire. Il rencontre Monseigneur Jean Rodhain en 1956. Celui-ci lui demande de décorer l'entrée des "bergeries" de la cité du Secours Catholique. De nombreuses autres commandes suivront, jusqu'à l'Archange Gabriel, en 1972, sur la basilique de Fourvière.
Dans cette première mission de sculpteur statuaire religieux, Robert Darnas est fortement influencé par la peinture d'Albert Gleizes. Il rencontre régulièrement Ossip Zadkine, et suit ses conseils. Pendant les années 1957-63, il compose ses volumes hors de l'esthétisme, tout en respectant des rapports musicaux, ce qu'il résume en "déséquilibre-rééquilibré". 
La première sculpture abstraite date de 1942. Le premier ensemble de sculptures abstraites sont les Ciment Noirs baroques, de 1960 à 1965. Puis viendront les Ciments colorés, les Bois abstraits, pierres et cuivres (de 1965 à 1980).
À partir de 1960, on lui confie la réalisation de sculptures monumentales dans les lycées et collèges (le 1 % artistique), à Lyon 5e, Belleville, Crépieux, Saint-Chamond, Albigny. En 1967, le centre Arménien de Décines, lui demande un projet de monument, le premier Mémorial érigé en France à la mémoire du génocide de 1915. La conception et la réalisation durera 5 ans, le Mémorial du génocide arménien de Décines-Charpieu sera inauguré le 4 juin 1972.
Malgré un premier infarctus en 1972, aidé par son épouse Magdeleine, co-signataire de plusieurs monuments, Robert Darnas poursuit sans relâche la réalisation d’œuvres monumentales abstraites ou religieuses, tout en créant une série de Dessins Sculpturaux à l'aérographe, et de petites pièces en marbre, granit, lave de volvic, onyx, parachevant ainsi son idée de sculpture picturale, symbolique et musicale, jusqu'au jour de sa mort, le jour de Pâques, le 5 avril 1980 à Tassin-la-Demi-Lune.

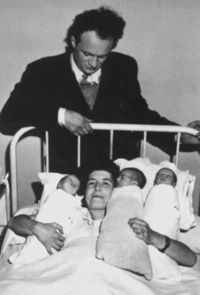
1949-naissance des triplés.
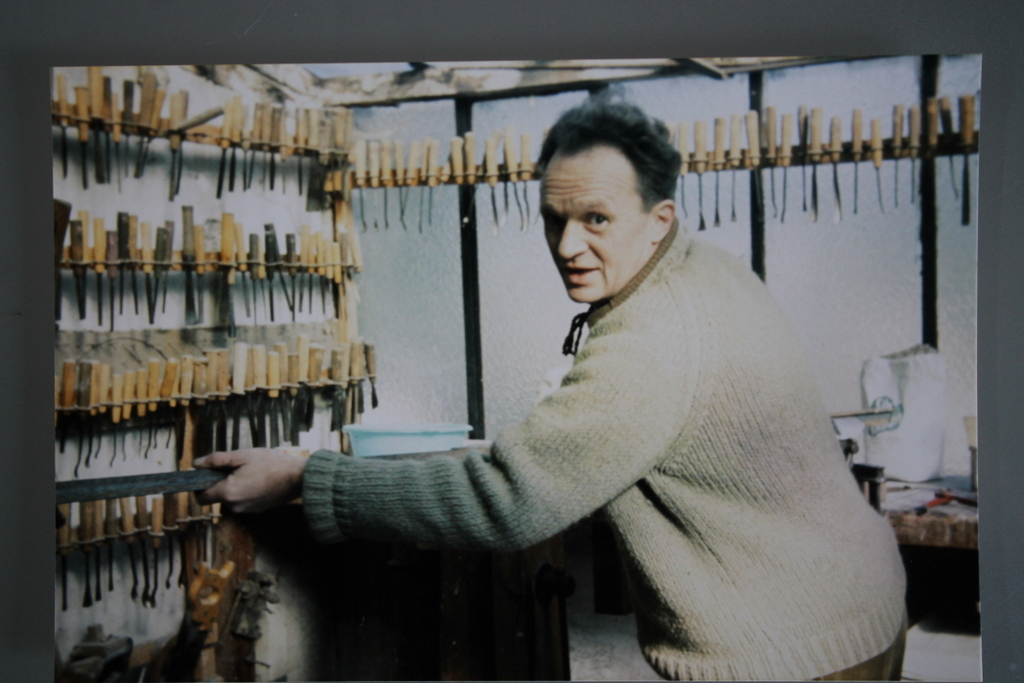
Darnas dans son atelier.

## Réalisations
Robert Darnas a réalisé plus de mille cinq cents sculptures en bois, pierre, ciment, métal, plusieurs centaines de dessins au fusain, à la sanguine et à l'aérographe.

### Statuaire religieuse
- Saint-Claude de Tassin : tympan, christ en cuivre, chemin de croix, oratoire
- Charbonnières-les-bains : vierge sur la façade de l'église de l'assomption
- Lyon : chemin de croix église Monplaisir Saint-Maurice de la Guillotière
- Lyon : buste du cardinal Gerlier à Lyon Primatiale Saint-Jean
- Lyon : Archange Gabriel basilique de Fourvière
- Lyon : chapiteaux et chœur de la chapelle du Sacré-Cœur des Chartreux
- Vienne : Vierge/saint Joseph, saint Vincent institution Saint-Vincent-de-Paul et maison de retraite Anjou
- Marseille : vierge pensionnat Saint-Charles
- Abbaye de Sénanque : vierge du cloître
- Abbaye de Tournay : vierge, saint Joseph
- Caluire-et-Cuire : saint Côme et saint Damien
- Saint-Christophe-la-Montagne : chemin de croix
- Azay-sur-Touet : chemin de croix
- Chambery-église Saint-Pierre de Lémenc : vierge romane[19]
- Lagny : buste du Père Marcellin Champagnat
- Saint-Martin-du-Canigou : saint Martin de Tours[20]

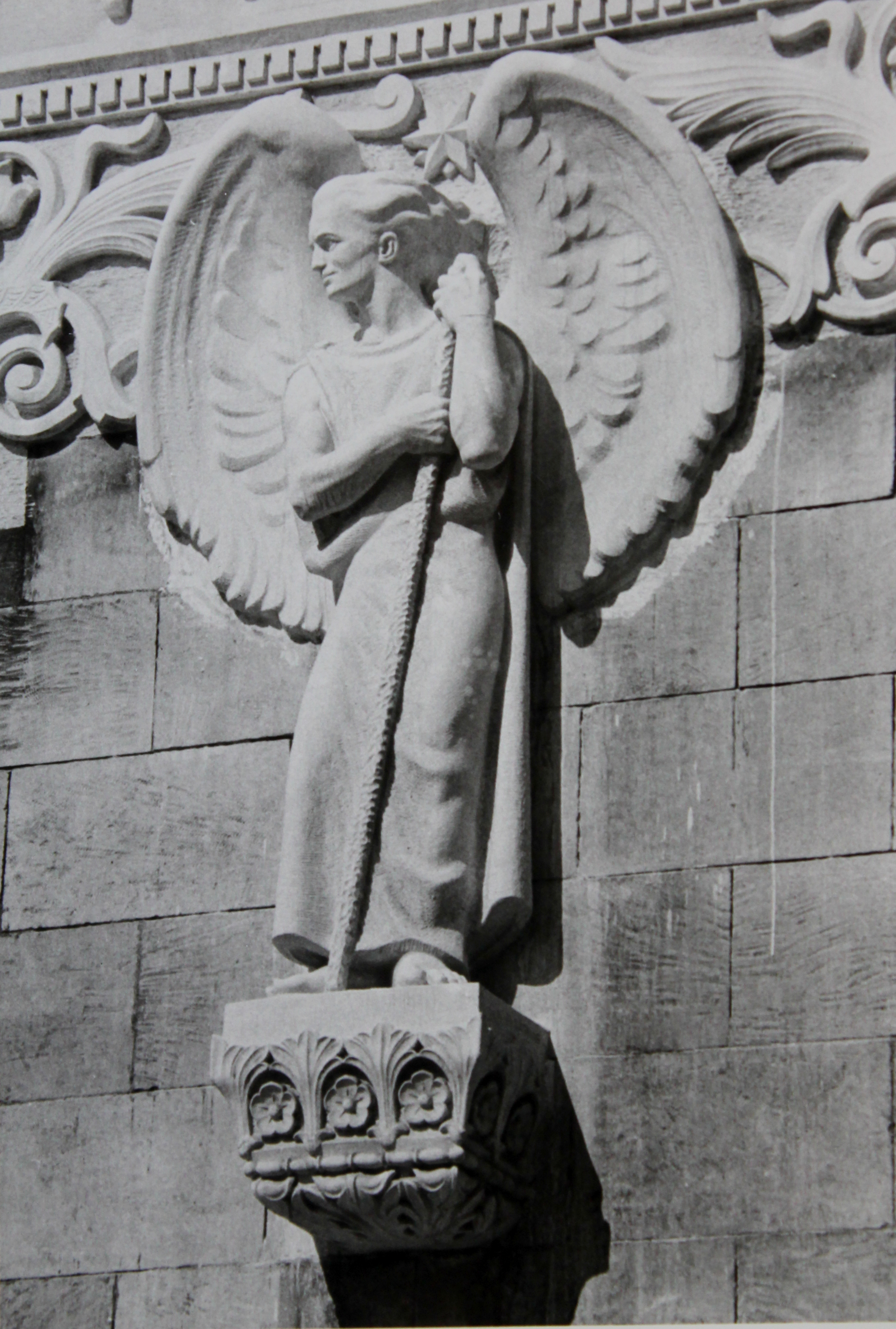
Archange Gabriel, tour de la Justice, basilique de Fourvière - Lyon
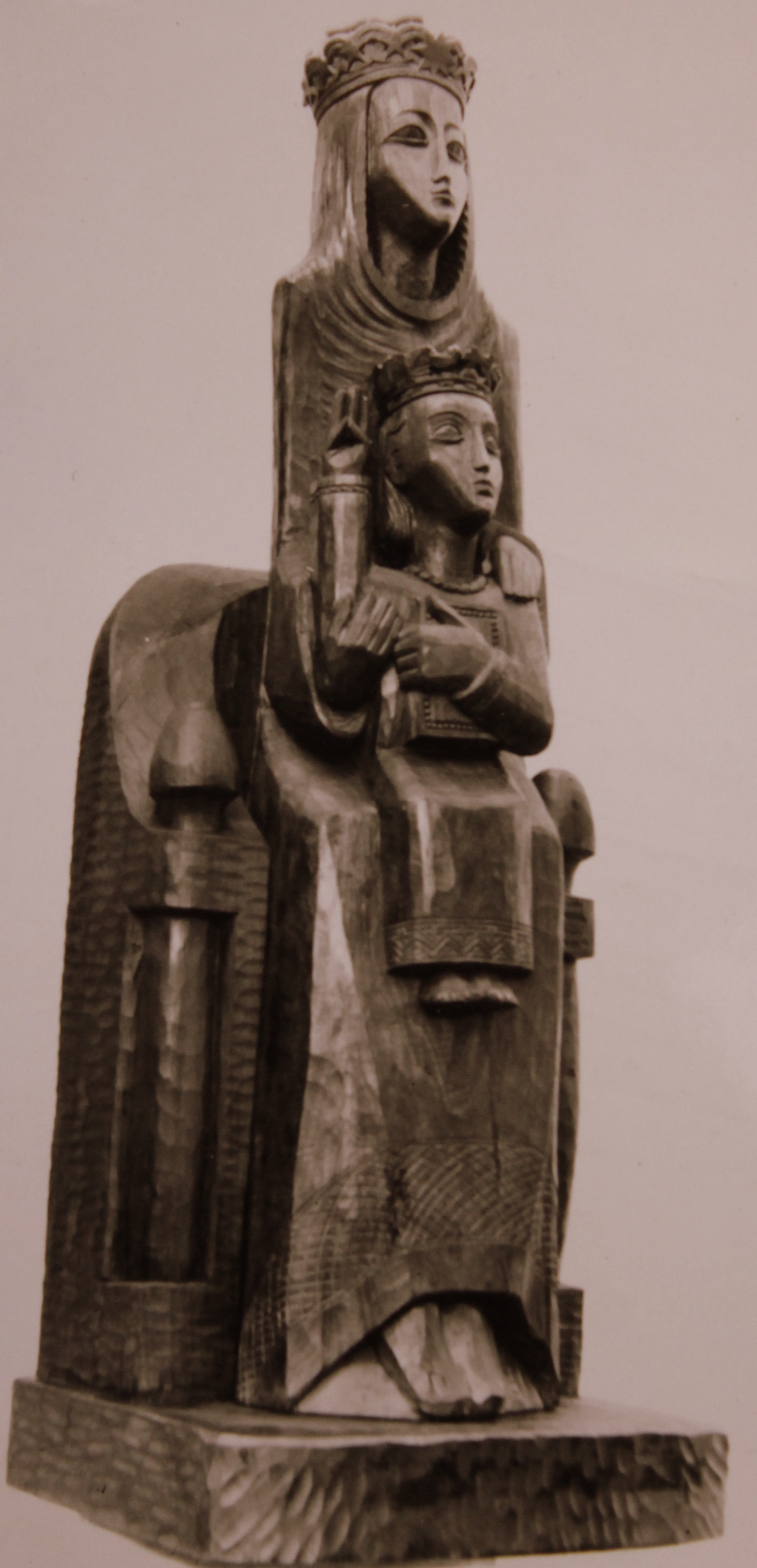
Vierge église Saint-Pierre de Lemenc
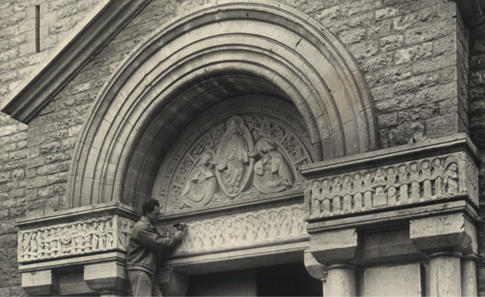
Tympan, église Saint-Claude 69160 Tassin
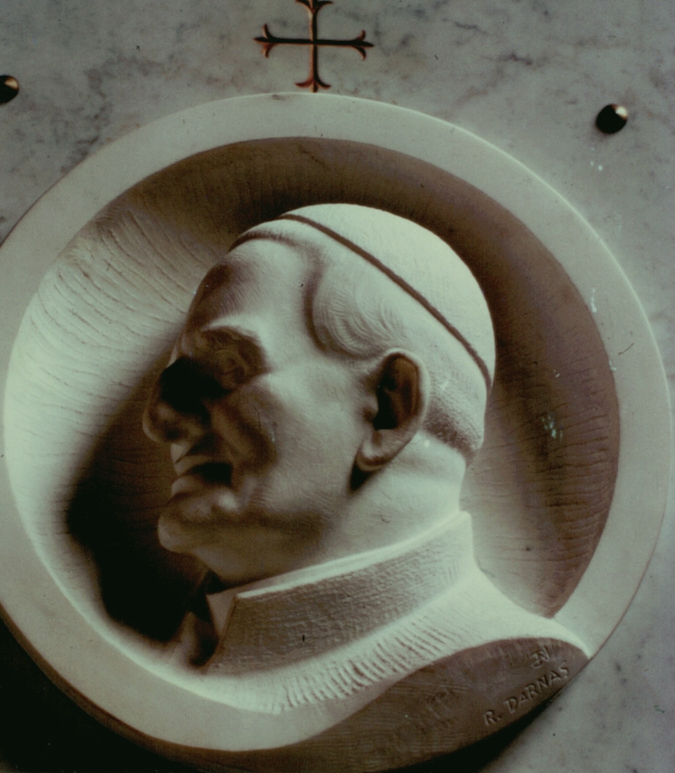
Cardinal Gerlier- primatiale Saint-Jean, Lyon
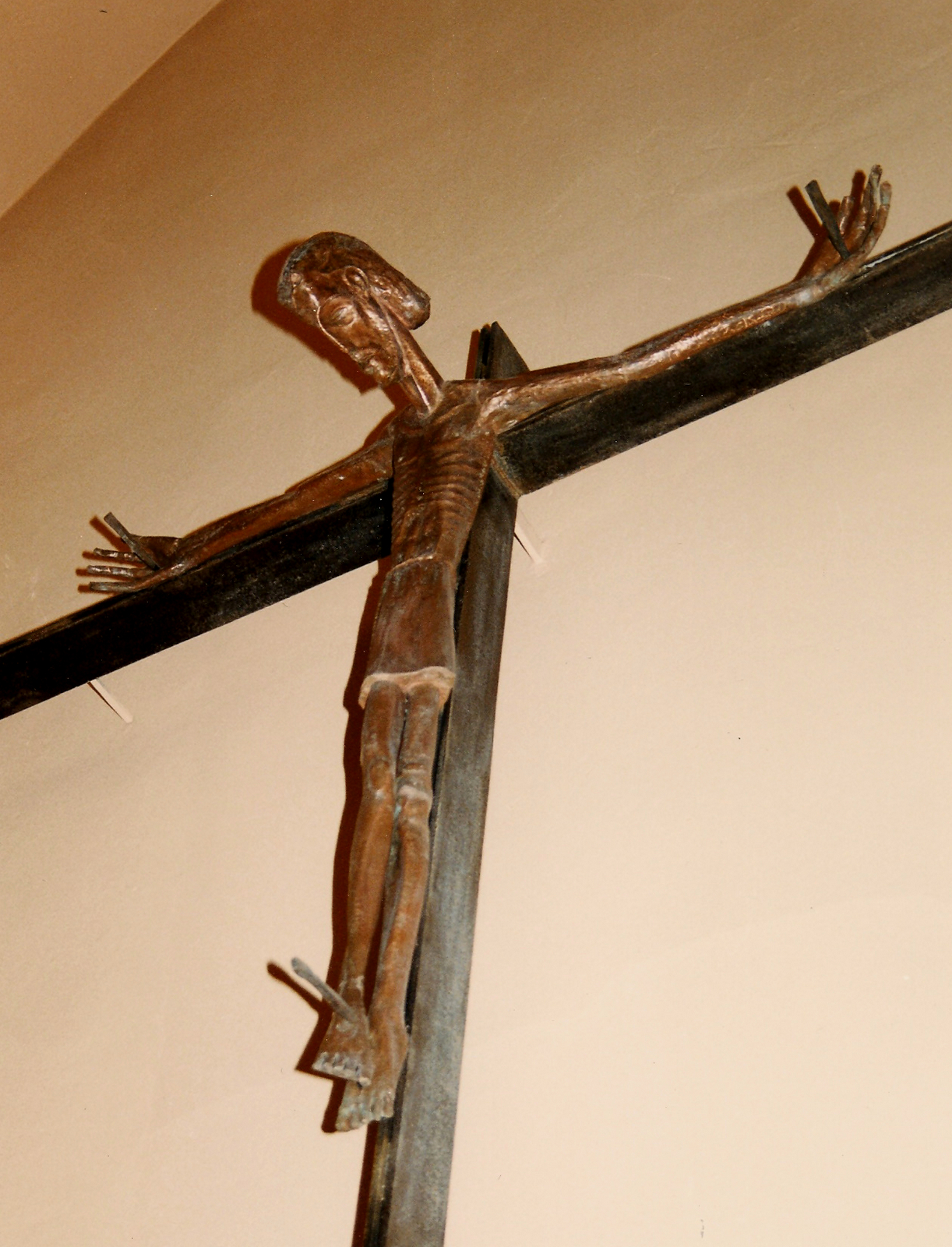
Christ en cuivre, Tassin

### Abstraits Noirs
- 69-Décines : Mémorial du génocide arménien de Décines-Charpieu
- 69-Villeurbanne : Le char de Feu, Grande chevalerie, parc de la Commune
- Le Jazz, Stravinski, Évolution

### Abstraits ciments blancs et colorés, pierre, bois, cuivre
- 42-Saint-Chamond : La Fusée du lycée Claude-Lebois
- 69-Albigny-sur-Saône : Les Palmes, avenue Henri-Barbusse
- 69-Crépieux : lycée Georges-Lamarque
- 69-Lyon 5e : école Albert Camus / Groupe scolaire Hector-Berlioz

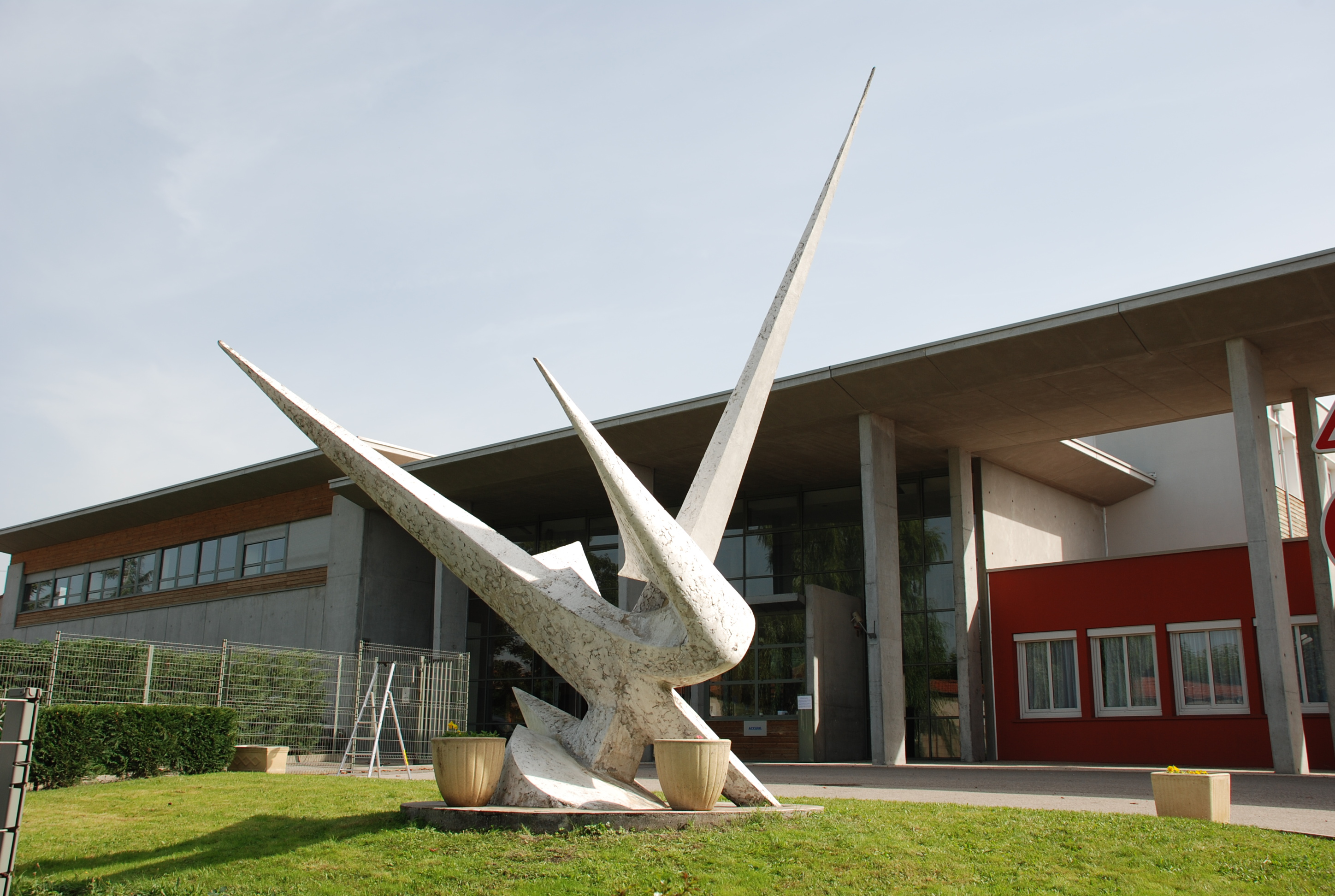
La fusée du lycée Claude-Lebois à Saint-Chamond
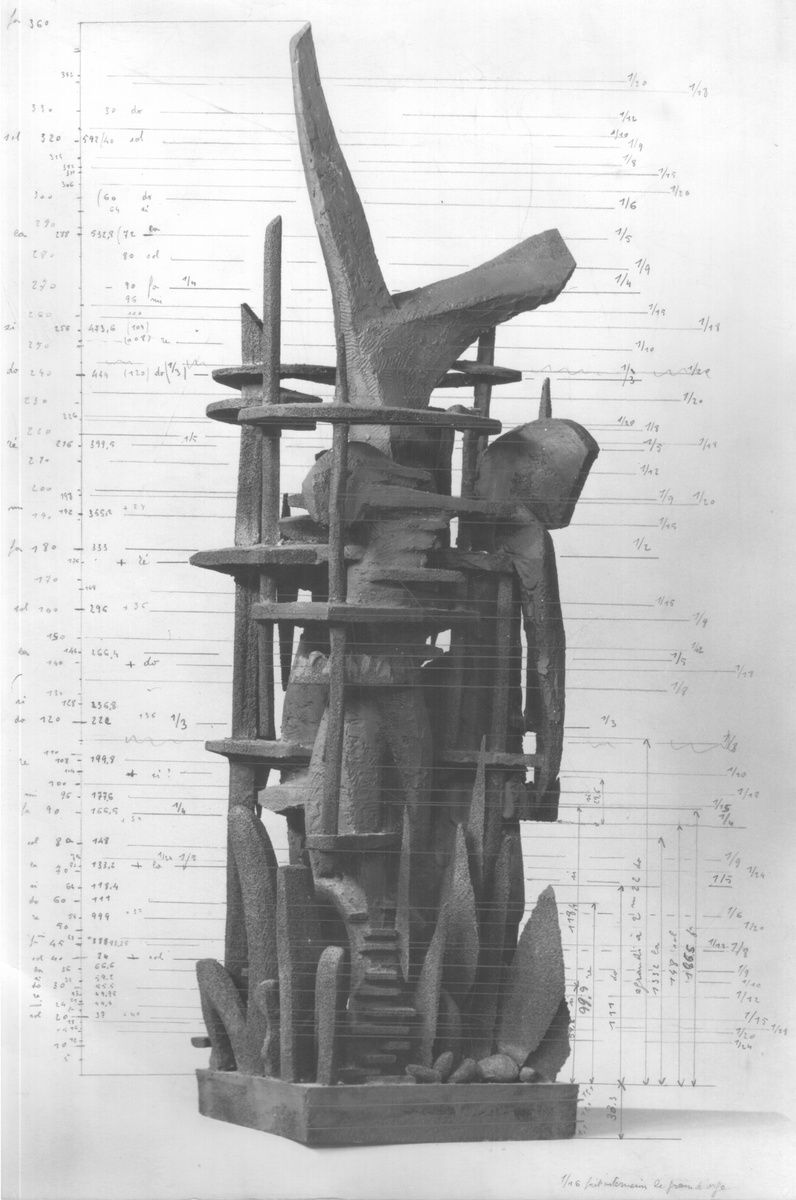
maquette du mémorial de Décines avec les cotes musicales
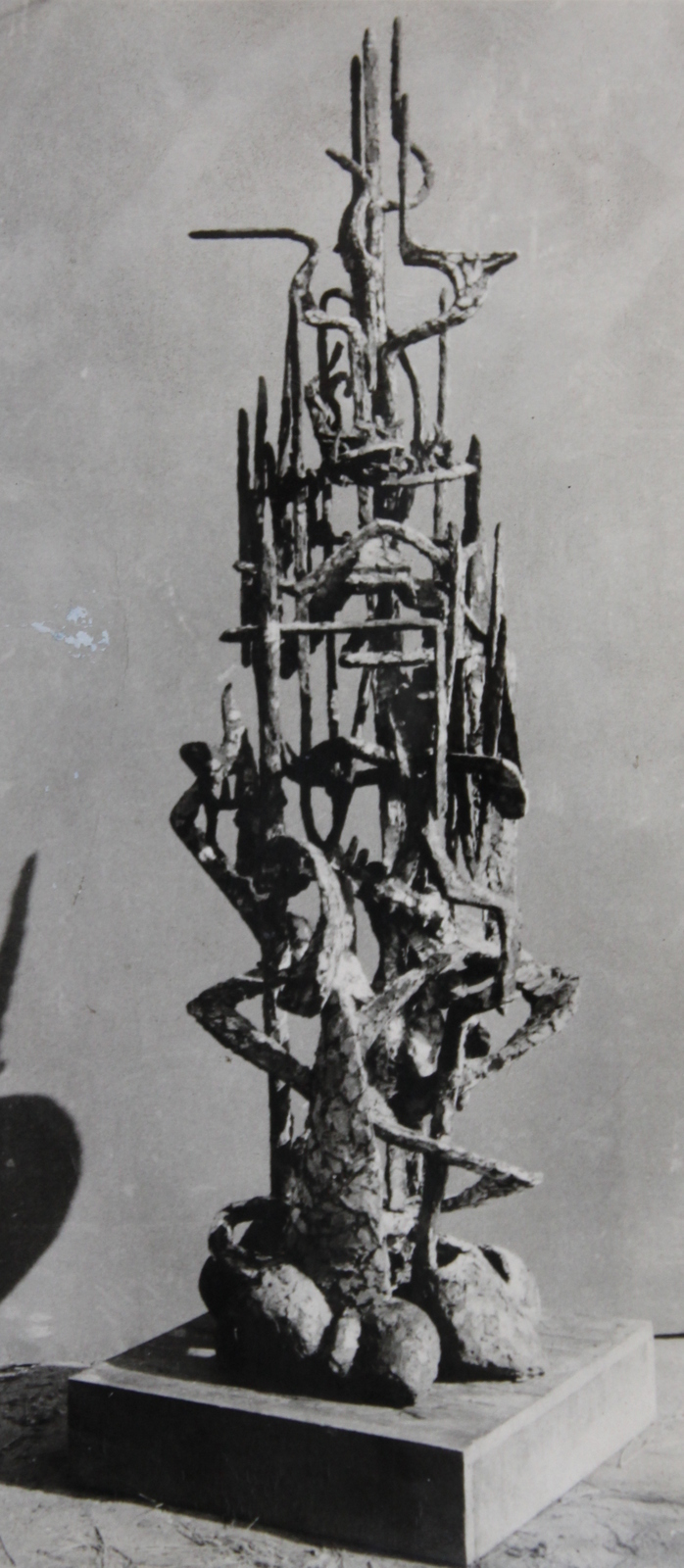
Évolution, ciment noir
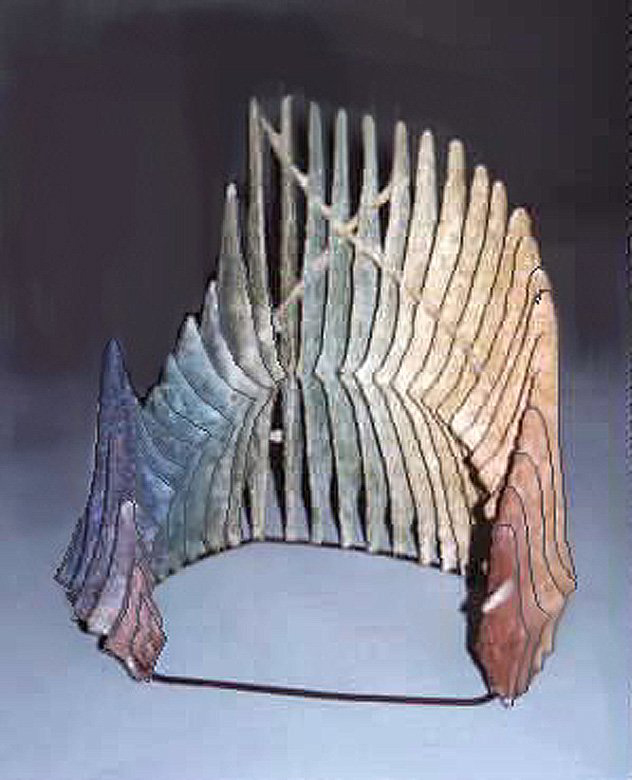
Chromatisme, ciment polychrome
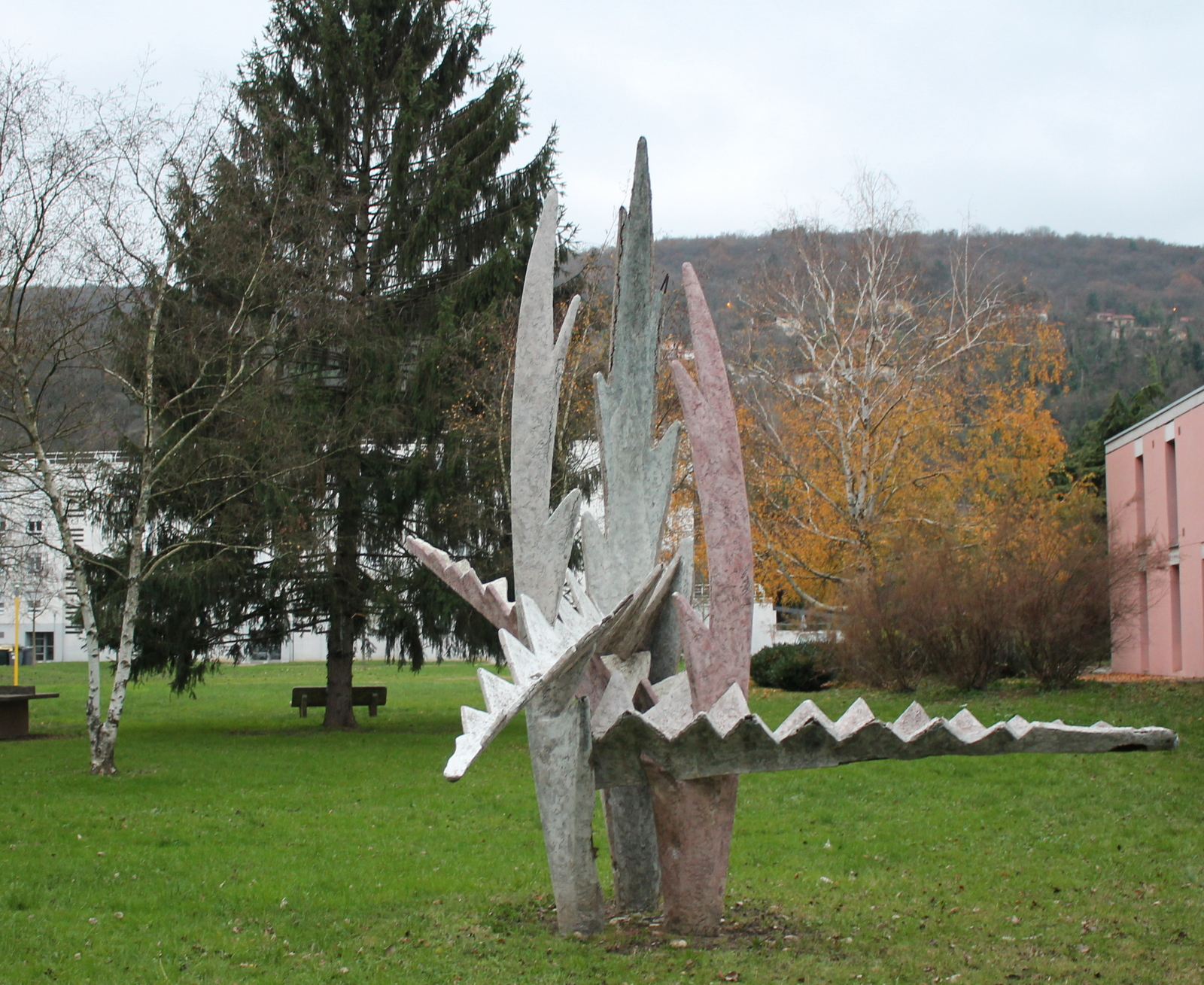
Les palmes Albigny, ciment polychrome

### Salons et expositions
- Salon du Printemps lyon1939-1948
- Salon d'Automne Lyon, 1949-1959
- Salon Regain Lyon, 1960-1980
- Exposition Munich, 1962
- Florence, 1962
- Exposition Paris Salon de la jeune sculpture, 1963, Francfort
- Exposition Berlin, 1967
- Exposition Saint-Étienne, Mâcon, Lyon, Chateaux-Arnoux, Villefranche, Le Boulou, 1969 à 1980

### Prix et distinctions
- Prix de la ville de Lyon - médaille vermeil 1935
- H.C. S.L. des Beaux-Arts 1938
- Prix du groupe Paris-Lyon 1965
- Prix de la ville de Lyon - médaille d'Or 1979
- Citoyen de la ville de Lyon 1999

### Acquisition Musées
- Lyon : Torse en pierre[N 14], Oiseau blessé, plâtre

- Grenoble : Le Vouloir[N 15]

- Genève Musée Ariana : Le Bien et le Mal, bas-relief céramique[N 16]

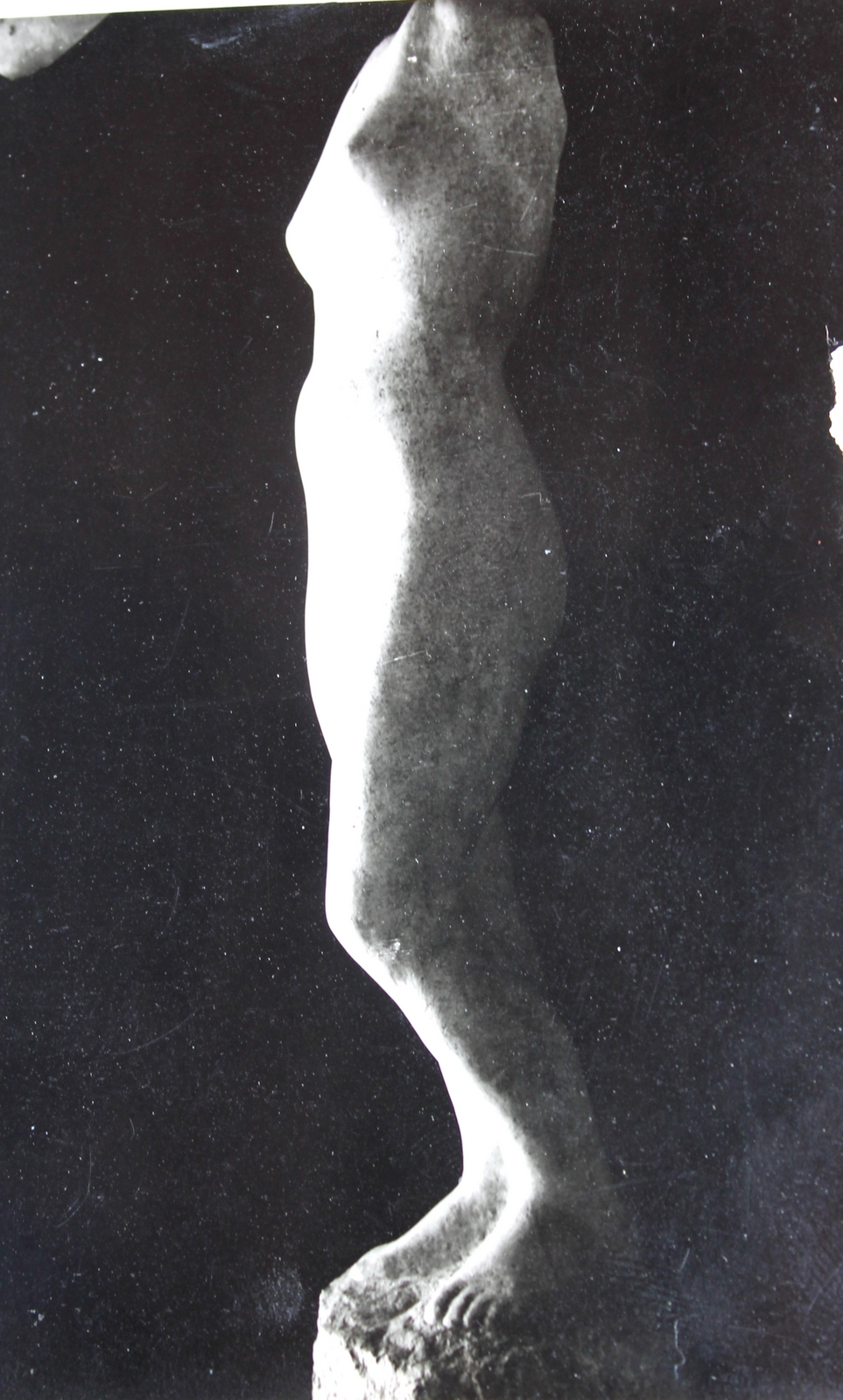
Torse en pierre - musée des Beaux-Arts de Lyon
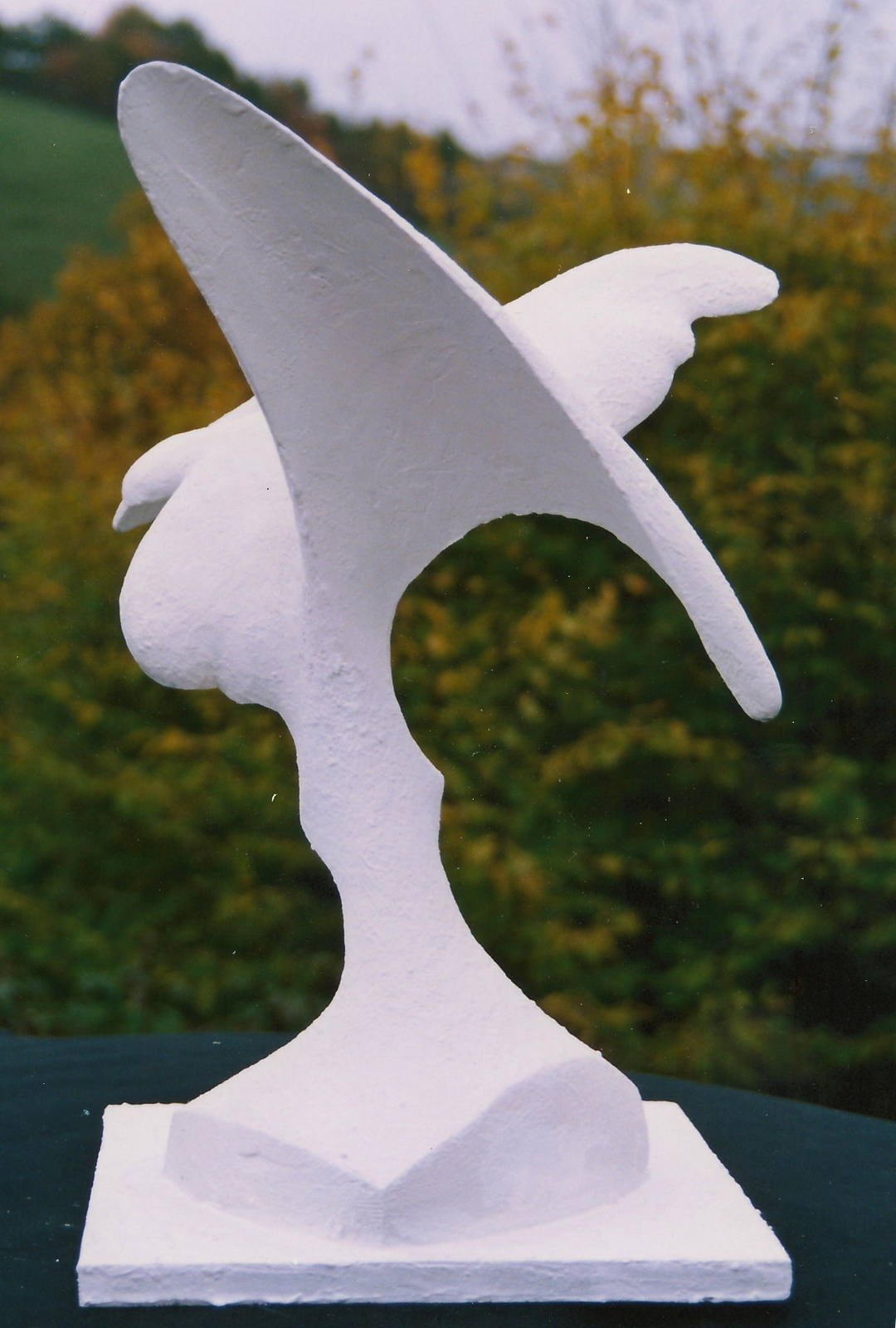
Oiseau blessé, musée de Lyon
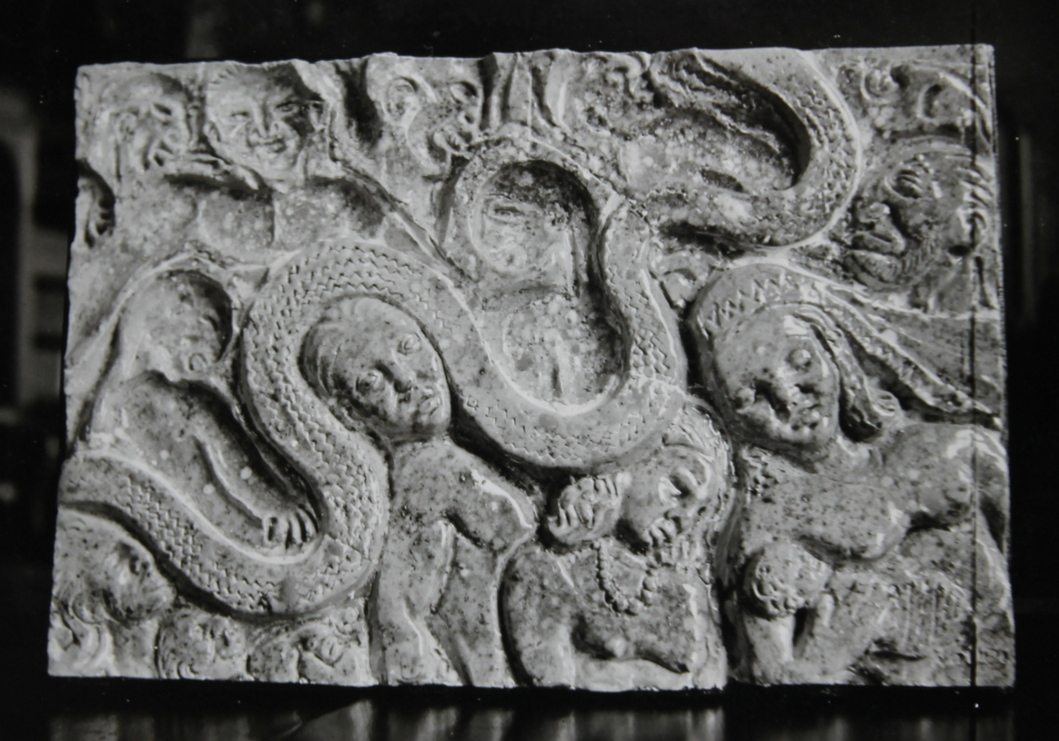
Le Bien et le Mal, céramique, musée Ariana de Genève